# Let L-21 Spartak
Let L-21 Spartak – czechosłowacki szybowiec wyczynowy klasy otwartej.

## Historia
Szybowiec został opracowany przez zespół konstruktorów, któremu przewodniczył Karel Dlouhý. Prototyp został zbudowany w doświadczalnym ośrodku Svazarmu w Medlánkach. Jego oblotu dokonano w 1957 r. W 1958 r., na 7. Szybowcowych Mistrzostwach Świata, czechosłowacki pilot Kumpost zajął na nim 10. miejsce w kategorii otwartej. Polscy piloci mieli okazję zapoznać się z tą konstrukcją w 1966 r. podczas Międzynarodowych Zawodów Szybowcowych rozgrywanych w Orle k. Moskwy. Jedyny zachowany egzemplarz, ze znakami OK-6702, jest przechowywany w muzeum lotnictwa w Kbely.

## Konstrukcja
Jednoosobowy szybowiec wyczynowy klasy otwartej w układzie górnopłatu.
Płat o obrysie prostokątno-trapezowym, profilu NACA 653-318 w części początkowej przechodzącym w NACA 651-612. Dźwigar skrzynkowy, sięgający do połowy skrzydła. Pokrycie płata przekładkowe, wykonane z dwóch warstw sklejki przedzielonych listwami świerkowymi. Skrzydło wyposażone w lotki, klapy oraz na dolnej powierzchni znajdowały się hamulce aerodynamiczne. Kadłub o konstrukcji skorupowej, przekroju owalnym, charakteryzujący niewielką powierzchnią czołową. Kabina pilota zakryta jednoczęściową, odsuwaną do przodu osłoną z plexi. Na końcu kadłuba znajduje się pojemnik na spadochron hamujący. Usterzenie wolnonośne, stateczniki poziome z niewielkim wzniosem, o obrysie prostokątnym, mocowane do końcówki belki kadłuba. Statecznik pionowy wysunięty do przodu. Podwozie jednotorowe chowane w locie złożone z kółka głównego i płozy ogonowej.